# Бот, Ян
Ян Диркс Бот (нидерл. Jan Dirksz Both; 1618, Утрехт — 1652, Утрехт) — голландский художник итальянизирующего направления Золотого века голландской живописи. Романист. Живописец, рисовальщик и гравёр в технике офорта, член Академии Святого Луки в Риме, младший брат Андриса Бота.

## Биография
Ян Бот родился в Утрехте, в центральной части Нидерландов, в семье живописца по стеклу Дирка Бота. По сведениям Арнольдa Хоубракена, братья Ян и Андрис учились рисунку и живописи у отца. Позже Ян был учеником Абрахама Блумарта. Ещё позднее, около 1632 года, братья (вместе или поочерёдно) отправились в Рим через Францию Францию.
Два года Ян и Андрис жили и работали в Риме. Ян трудился над итальянскими пейзажами в стиле Клода Лоррена. Братья стали членами общества «Перелётные птицы», или «Бент» (нидерл. bent — клуб, собрание, нидерл. Bent vogels — перелётные птицы, или нидерл. Bentvueghels — «птицы пера») — сообщество, или «братство», иностранных художников, прибывавших в католический Рим из северных стран (главным образом из Нидерландов и Германии). В 1639 году Ян сотрудничал с Германом ван Сваневельтом и Клодом Лорреном в проекте для дворца Буэн-Ретиро близ Мадрида в Испании. В 1641 году братья Бот отправились в Венецию, где в марте 1642 года Андрис умер. В 1646 году Ян вернулся в Утрехт и стал там членом Гильдии Святого Луки. Он обучил ряд других художников, его поддерживал коллекционер из Утрехта барон ван Виттенхорст. В 1652 году Ян Бот скончался в Утрехте, похоронен в «Соседской церкви» (Buurkerk).

## Творчество
Большая часть картин Яна Бота представляет собой композиции с изображениями романтизированного, преимущественно итальянского, пейзажа, иногда с фигурами крестьян, пастухов, путников. Отличительной чертой его картин является золотистый колорит. Можно сказать, что с творчеством Яна Бота в голландскую пейзажную живопись «вошёл солнечный свет». А. Н. Бенуа назвал художника «тонким поэтом, певцом тёплых итальянских закатов, шумящих рощ, тающих в лучах скал и развалин».
Ян Бот оказал влияние своими итальянскими пейзажами на творчество Яна Батиста Веникса и Альберта Кейпа, которые вслед за ним также стали «певцами солнечного света».
Ян Бот по обычаю живописи малых голландцев сотрудничал, часто в написании одной картины, с братом Андрисом Ботом, Корнелиусом ван Пуленбургом и Николаусом Кнюпфером.
В санкт-петербургском Эрмитаже хранятся три картины Яна Бота.

## Галерея

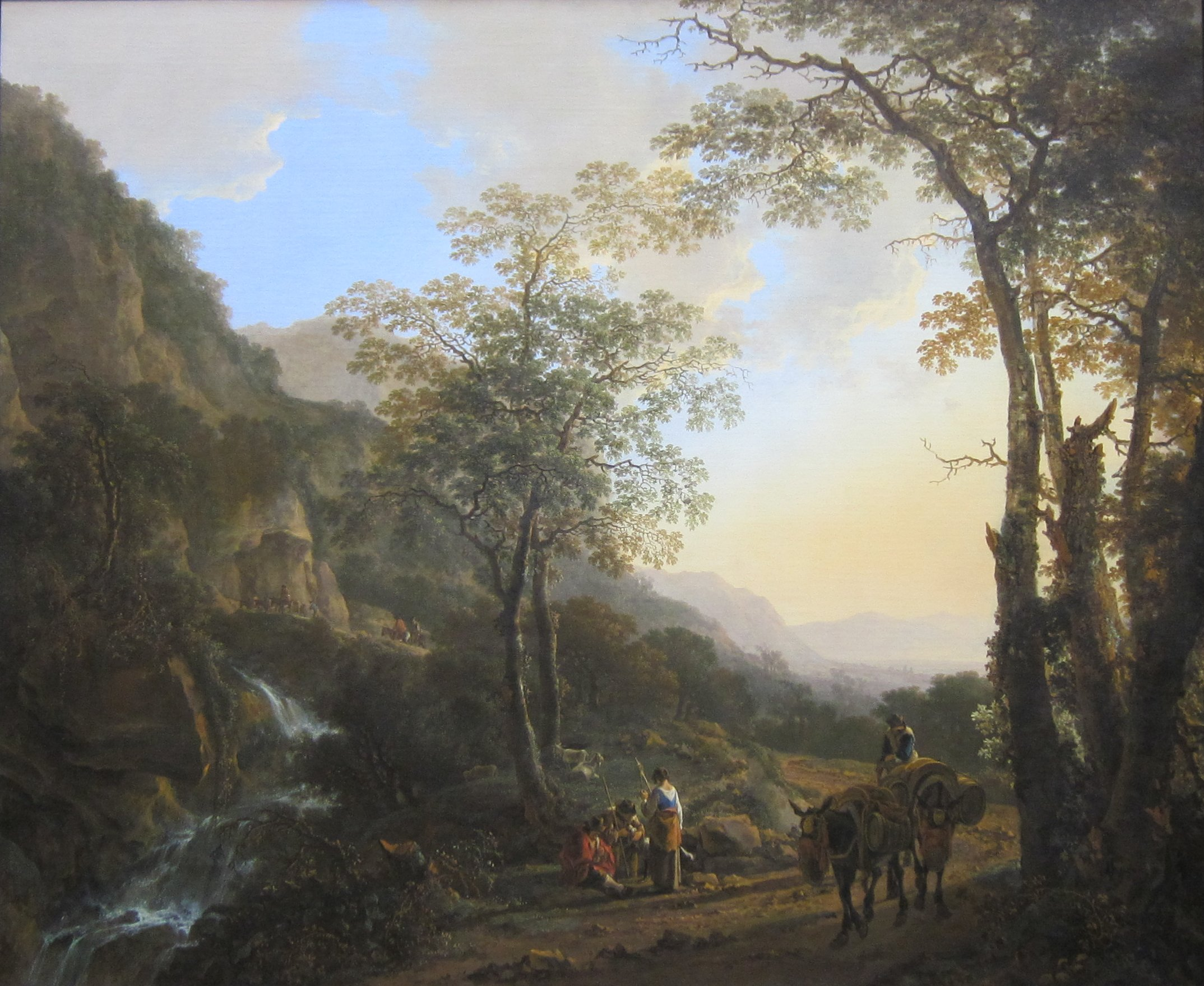
Итальянский пейзаж с путниками на тропе. Ок. 1645. Холст, масло. Музей изящных искусств, Бостон, Массачусетс, США
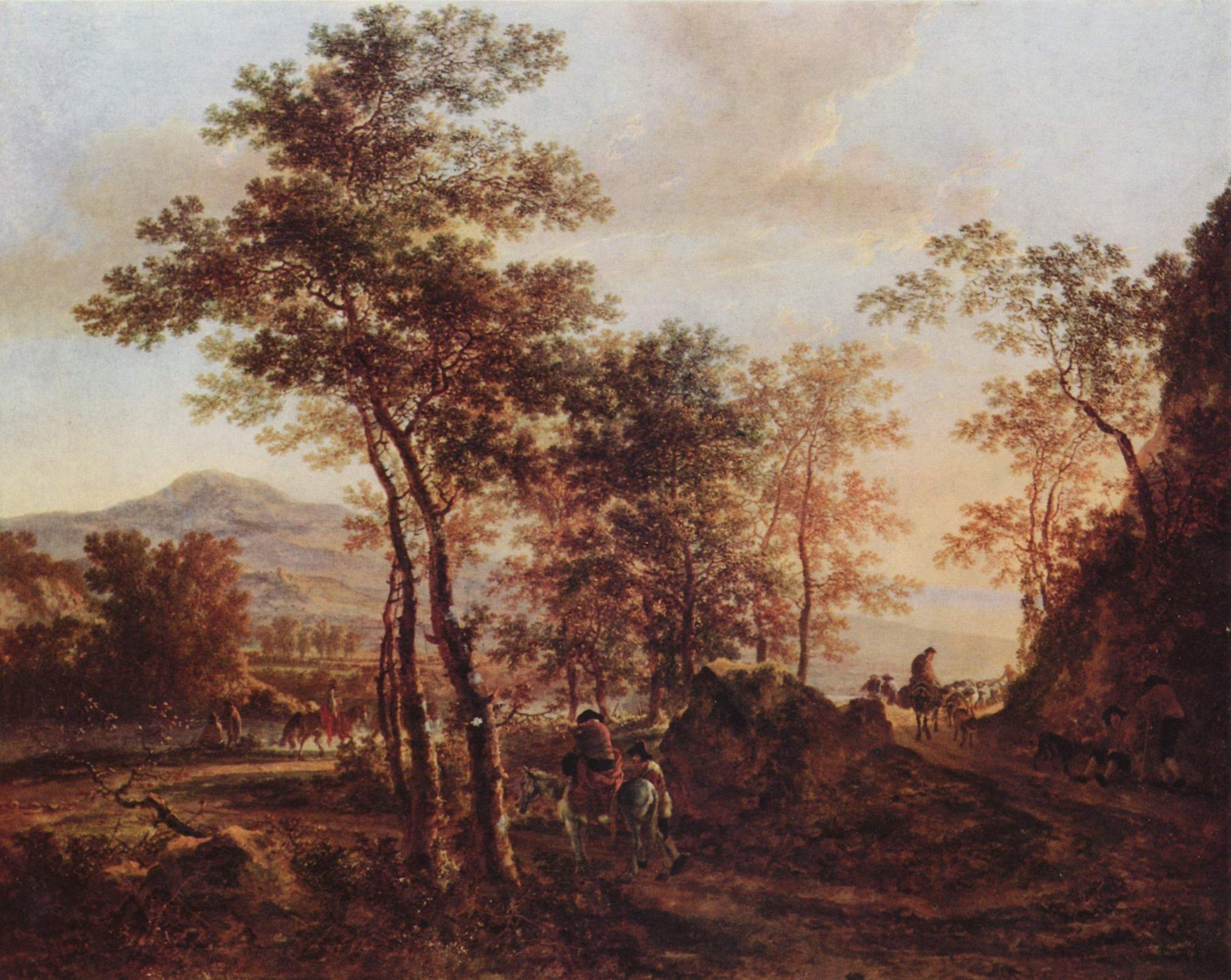
Вечерний пейзаж. 1640-е. Холст, масло. Кунстхалле, Карлсруэ
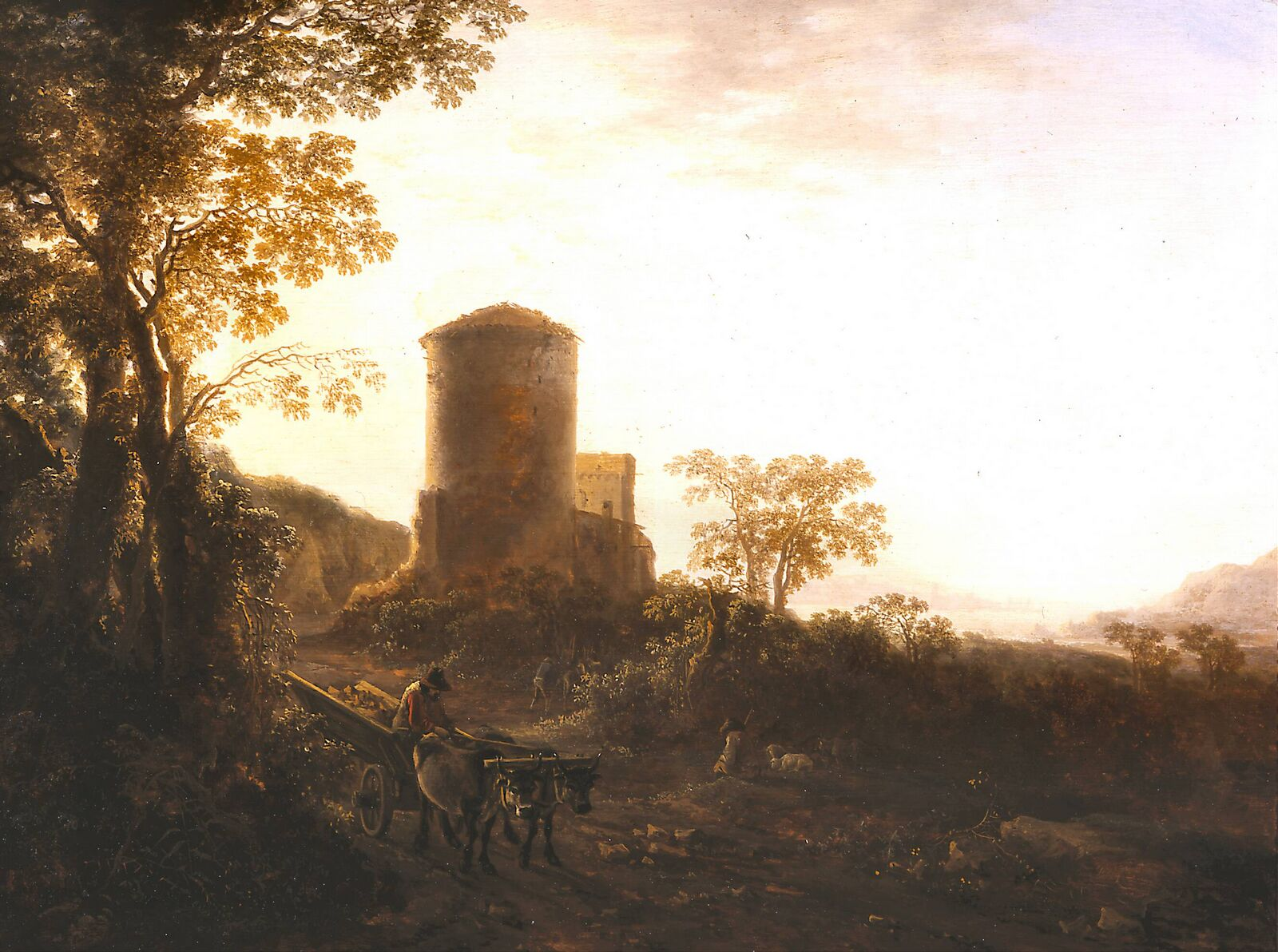
Итальянский вечерний пейзаж. Ок. 1645. Дерево, масло. Музей Бойманса-ван Бёнингена, Роттердам
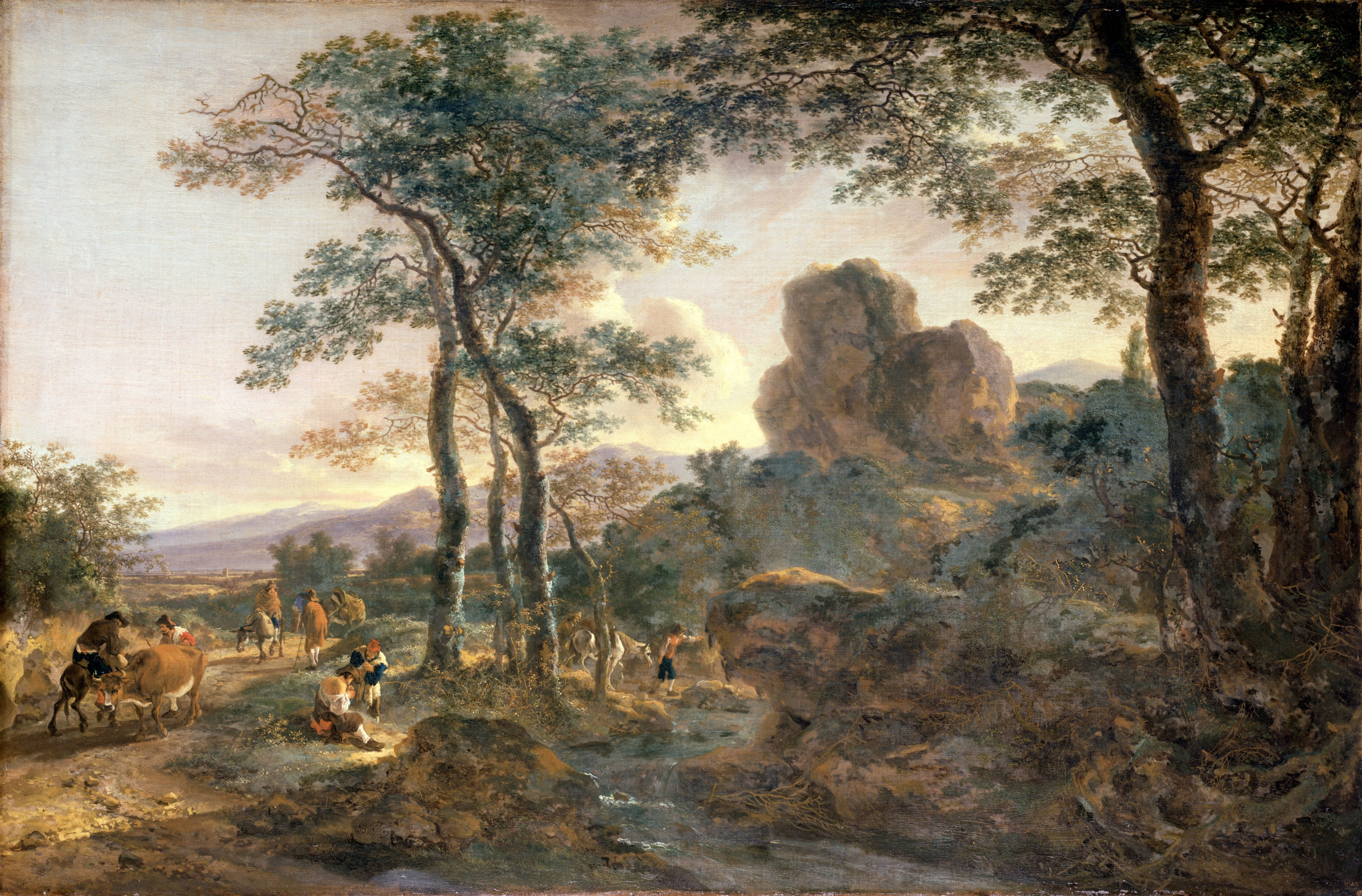
Горная тропа. Между 1645 и 1650. Холст, масло. Далиджская картинная галерея, Лондон
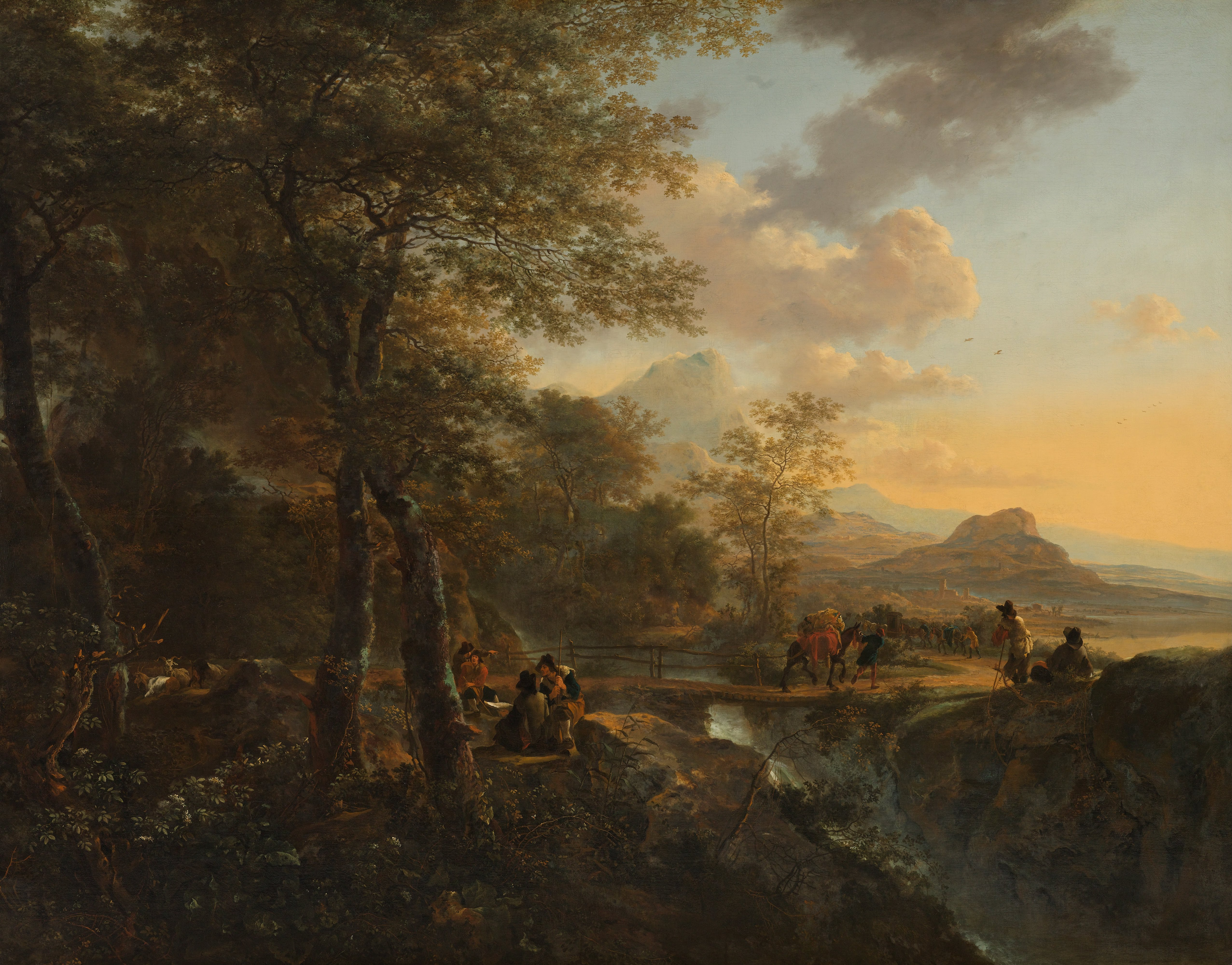
Итальянский пейзаж с рисовальщиком. Между 1630 и 1652. Холст, масло. Рейксмюсеум, Амстердам
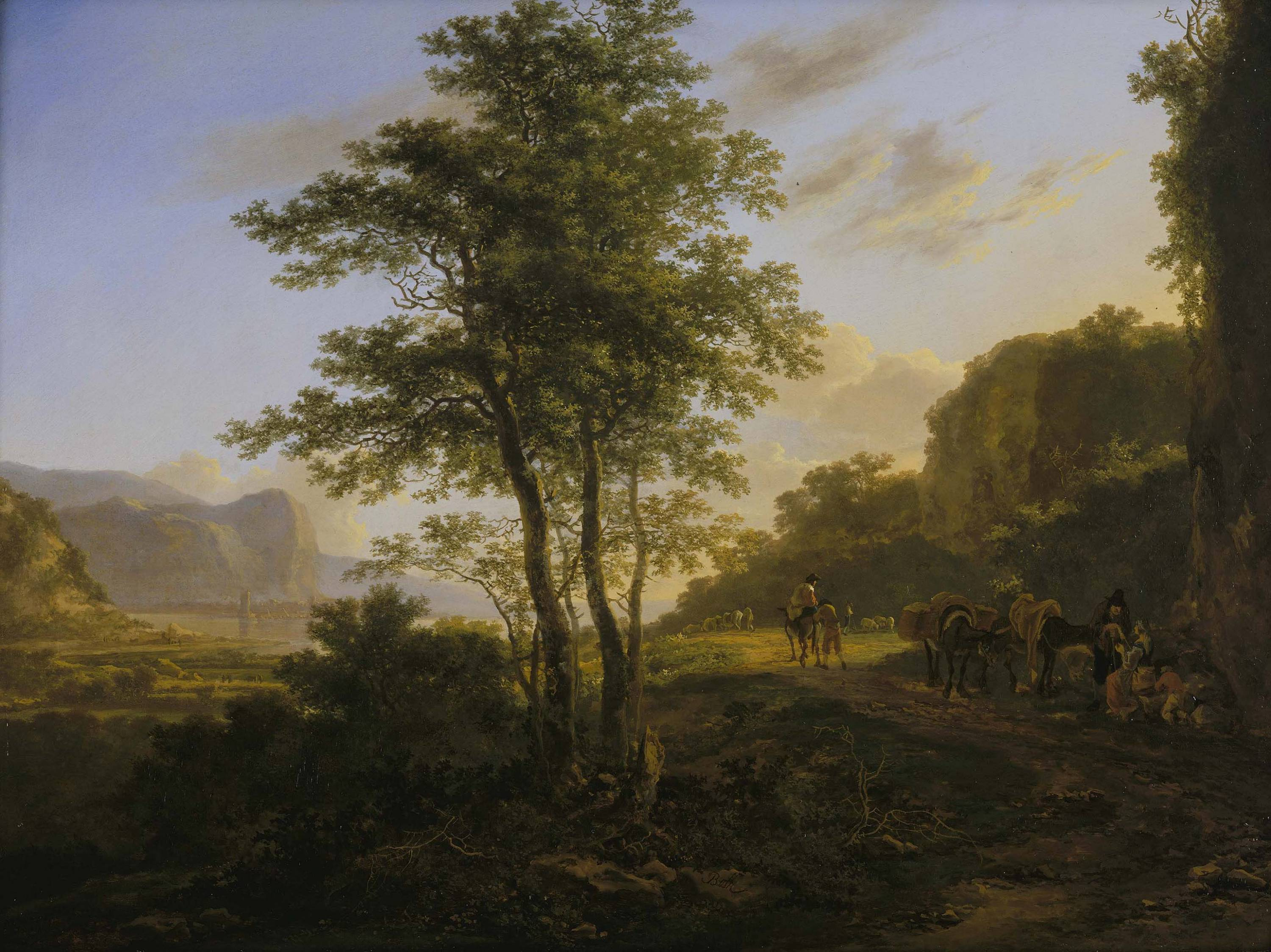
Итальянский пейзаж с путниками на тропе. 1646. Дерево, масло. Частное собрание